# Epsilon Leporis
Pour les articles homonymes, voir Epsilon (homonymie).
Désignations
Epsilon Leporis (ε Lep / ε Lep) est une étoile géante de la constellation du Lièvre. Sa magnitude apparente est 3,19. D'après la mesure de sa parallaxe annuelle par le satellite Hipparcos, elle est située à environ ∼ 213 a.l. (∼ 65,3 pc) de la Terre. Elle s'éloigne du Système solaire à une vitesse radiale de +1,0 km/s.
Epsilon Leporis est une étoile géante rouge de type spectral K4III. Elle est 508 fois plus lumineuse que le Soleil. C'est une étoile variable suspectée, avec une possible variation entre la magnitude 3,12 et 3,20.